# Saudosismo

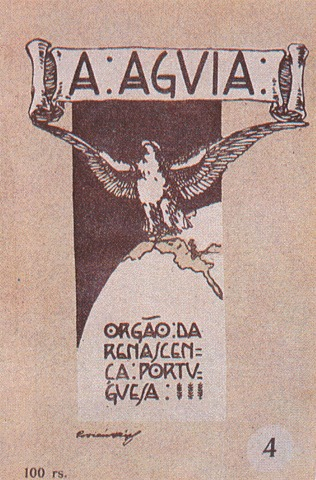
Portada del n.º 4 (1912) de A Águia, órgano de expresión de la Renascença Portuguesa.

El saudosismo fue un movimiento estético y literario aparecido en Portugal en el primer cuarto del siglo XX, gracias sobre todo al impulso de Teixeira de Pascoaes. Íntimamente ligado a la revista A Águia, órgano de expresión de la Renascença Portuguesa, congregó a intelectuales como Jaime Cortesão, Leonardo Coimbra, António Carneiro, António Sérgio y, en su vertiente de sebastianismo mesiánico, Fernando Pessoa. 
El saudosismo representa una actitud humana ante el mundo, que tiene como base la saudade, considerada por Pascoaes como el gran elemento espiritual definidor del alma portuguesa, algo que, según el poeta, testimonia la literatura portuguesa a lo largo de los siglos. De esta manera, además de un sentimiento personal, la saudade se convierte también en un ente metafísico (la relación del hombre con Dios y con el mundo, el ansia nostálgica de unidad de lo material y lo espiritual), que a su vez se corresponde con una doctrina política y social. 
Surgido en el clima del nacionalismo portugués de comienzos de siglo, tradicionalista y neo-romántico, el saudosismo pretendía, tomando la saudade como principio dinámico y renovador (de forma algo obscura) llevar a cabo, mediante la acción cultural, una regeneración del país. Sería, de acuerdo con su teorizador, la primera corriente auténticamente portuguesa. Ligado a una expectativa mesiánica y profética, el saudosismo acabó por provocar el alejamiento de algunos de sus adeptos, como António Sérgio, que no reconocía en su pasadismo capacidad ninguna de recuperación, o el propio Fernando Pessoa, que, aun compartiendo este elemento mesiánico, acabó por preferir el proyecto cosmopolita y revolucionario de la revista Orpheu.
Aunque el saudosismo ha desaparecido actualmente como corriente literaria y espiritual, mantiene todavía ciertos ecos en la obra de algunos autores y pensadores ligados al análisis del carácter nacional portugués y de sus rasgos característicos.